# Prêmio MTV Miaw para Hit Global
O Prêmio MTV Miaw para Hit Global é apresentado anualmente no MTV Millennial Awards Brasil, uma premiação criada pelo canal de televisão brasileiro MTV, para reconhecer os melhores músicos, influenciadores e entretenimento da geração millennial. Originalmente nomeado como Hit Internacional, foi apresentado pela primeira vez na edição de 2018, com Camila Cabello sendo a primeira vencedora por "Havana".
Lady Gaga é a artista mais premiada nesta categoria, tendo ganho o prêmio duas vezes. Dua Lipa é a artista mais indicada com quatro indicações, seguida por Ariana Grande e Cardi B com três indicações.

## Vencedores e indicados
Legenda:
     Vencedor(a)

### Década de 2010

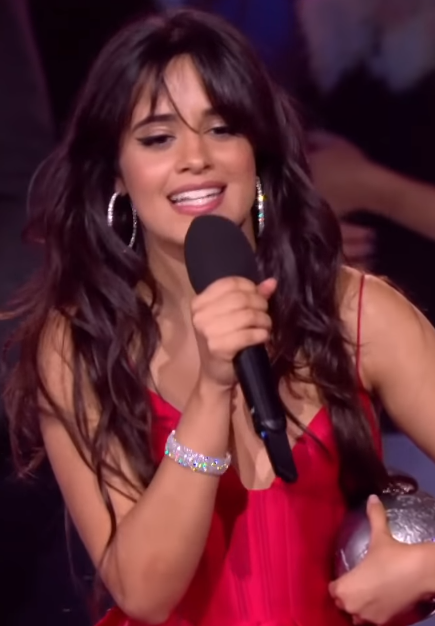
Camila Cabello, vencedora inaugural

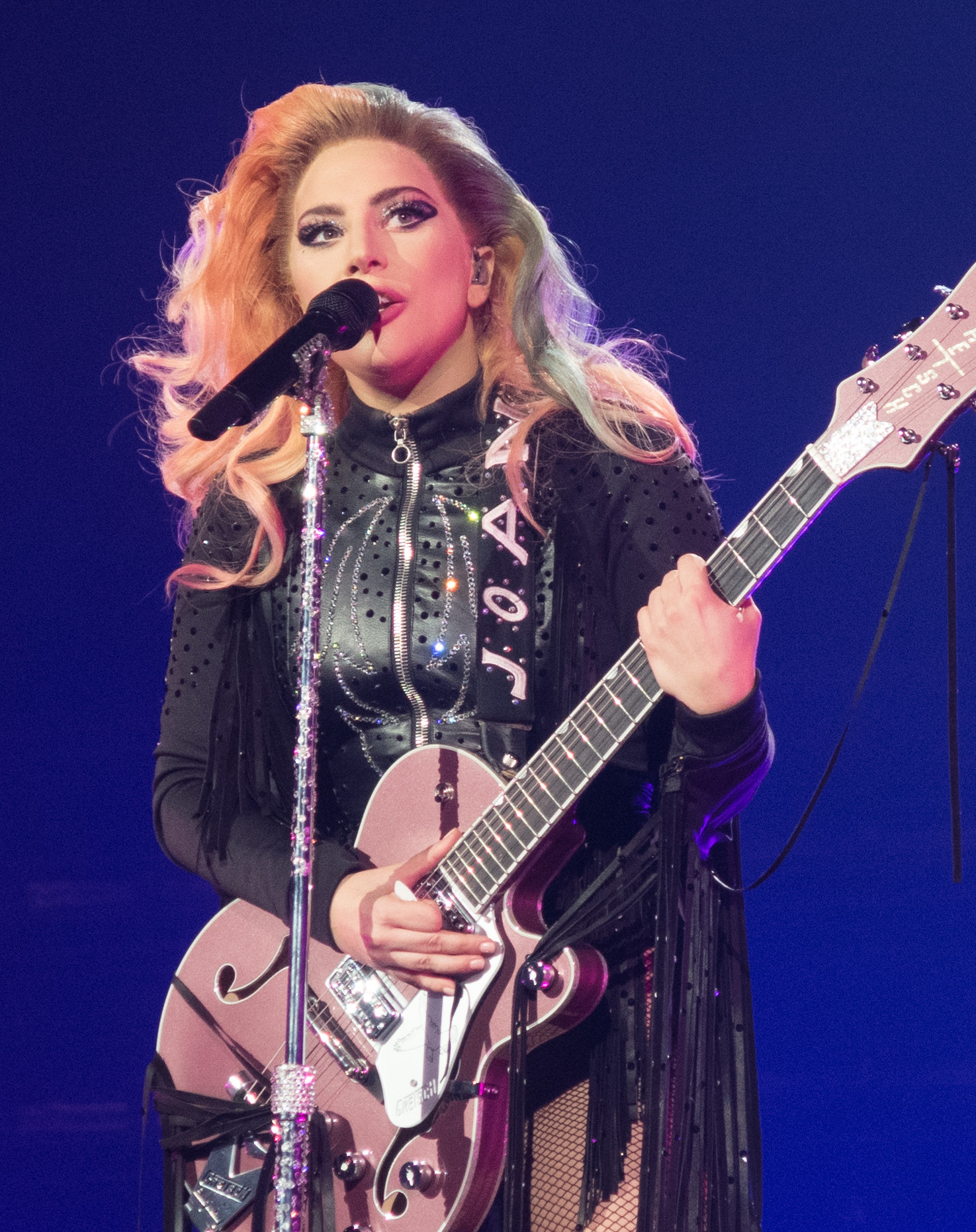
Lady Gaga venceu o prêmio duas vezes (2019 e 2020).

| Ano  | Artista                                               | Canção                     | Ref.  |
| ---- | ----------------------------------------------------- | -------------------------- | ----- |
| 2018 | Camila Cabello (com part. de Young Thug)              | "Havana"                   | [ 1 ] |
| 2018 | Selena Gomez                                          | "Bad Liar"                 | [ 1 ] |
| 2018 | Bruno Mars (com part. de Cardi B)                     | "Finesse"                  | [ 1 ] |
| 2018 | Drake                                                 | "God's Plan"               | [ 1 ] |
| 2018 | Taylor Swift                                          | "Look What You Made Me Do" | [ 1 ] |
| 2018 | J Balvin, Jeon e Anitta                               | "Machika"                  | [ 1 ] |
| 2018 | Dua Lipa                                              | "New Rules"                | [ 1 ] |
| 2018 | DJ Khaled (com part. de Rihanna e Bryson Tiller)      | "Wild Thoughts"            | [ 1 ] |
| 2019 | Lady Gaga e Bradley Cooper                            | "Shallow"                  | [ 2 ] |
| 2019 | Cardi B, Bad Bunny e J Balvin                         | "I Like It"                | [ 2 ] |
| 2019 | Drake                                                 | "In My Feelings"           | [ 2 ] |
| 2019 | Shawn Mendes                                          | "Lost in Japan"            | [ 2 ] |
| 2019 | Jonas Brothers                                        | "Sucker"                   | [ 2 ] |
| 2019 | DJ Snake (com part. de Selena Gomez, Ozuna e Cardi B) | "Taki Taki"                | [ 2 ] |
| 2019 | Ariana Grande                                         | "Thank U, Next"            | [ 2 ] |
| 2019 | Halsey                                                | "Without Me"               | [ 2 ] |

### Década de 2020

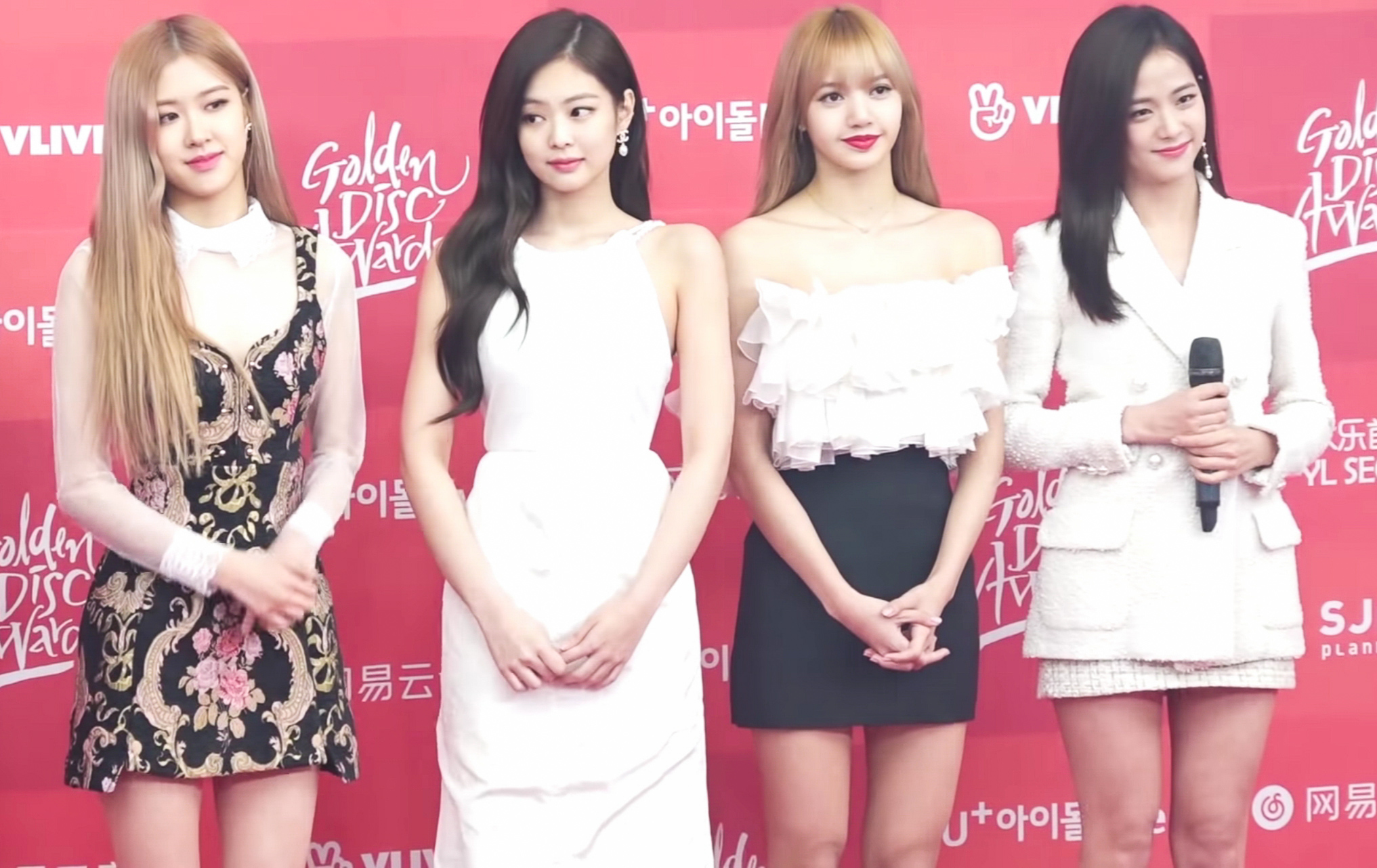
Blackpink venceu o prêmio de 2021

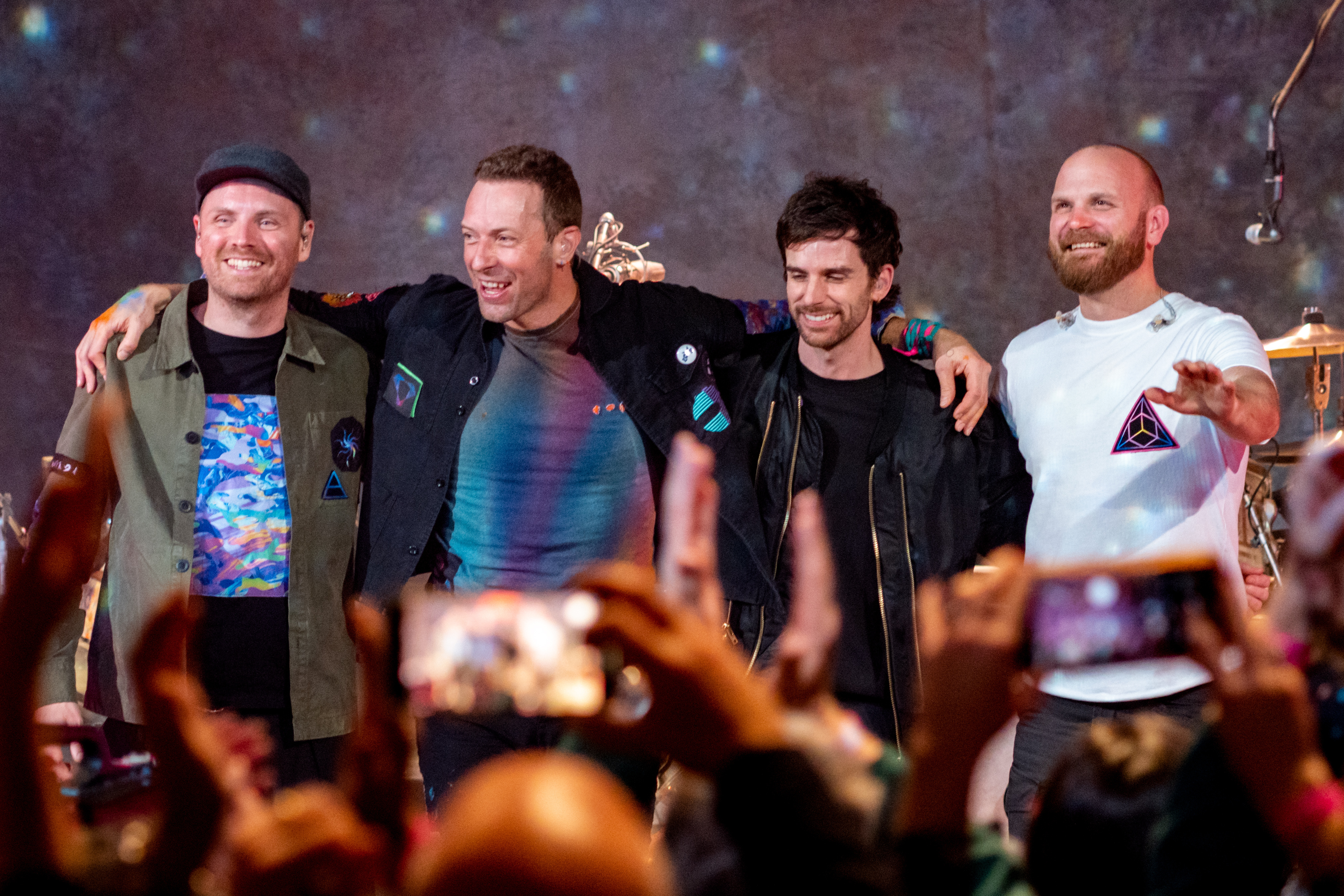
Coldplay venceu o prêmio de 2022

| Ano  | Artista                             | Canção                    | Ref.  |
| ---- | ----------------------------------- | ------------------------- | ----- |
| 2020 | Lady Gaga e Ariana Grande           | "Rain on Me"              | [ 3 ] |
| 2020 | The Weeknd                          | "Blinding Lights"         | [ 3 ] |
| 2020 | Dua Lipa                            | "Break My Heart"          | [ 3 ] |
| 2020 | Post Malone                         | "Circles"                 | [ 3 ] |
| 2020 | Billie Eilish                       | "Everything I Wanted"     | [ 3 ] |
| 2020 | Demi Lovato                         | "I Love Me"               | [ 3 ] |
| 2020 | Doja Cat (com part. de Nicki Minaj) | "Say So"                  | [ 3 ] |
| 2020 | "Watermelon Sugar"                  | Harry Styles              | [ 3 ] |
| 2021 | Blackpink                           | "Lovesick Girls"          | [ 4 ] |
| 2021 | Ed Sheeran                          | "Bad Habits"              | [ 4 ] |
| 2021 | Olivia Rodrigo                      | "Good 4 U"                | [ 4 ] |
| 2021 | Dua Lipa                            | "Levitating"              | [ 4 ] |
| 2021 | Miley Cyrus                         | "Midnight Sky"            | [ 4 ] |
| 2021 | Lil Nas X                           | "Montero"                 | [ 4 ] |
| 2021 | Justin Bieber                       | "Peaches"                 | [ 4 ] |
| 2021 | Ariana Grande                       | "Positions"               | [ 4 ] |
| 2022 | Coldplay e BTS                      | "My Universe"             | [ 5 ] |
| 2022 | Harry Styles                        | "As It Was"               | [ 5 ] |
| 2022 | Elton John e Dua Lipa               | "Cold Heart (Pnau Remix)" | [ 5 ] |
| 2022 | Anitta                              | "Envolver"                | [ 5 ] |
| 2022 | Billie Eilish                       | "Happier Than Ever"       | [ 5 ] |
| 2022 | Shawn Mendes                        | "It'll Be Okay"           | [ 5 ] |
| 2022 | Post Malone e The Weeknd            | "One Right Now"           | [ 5 ] |
| 2022 | Doja Cat                            | "Woman"                   | [ 5 ] |

## Artistas com mais prêmios
2 prêmios
- Lady Gaga

## Artistas com mais indicações

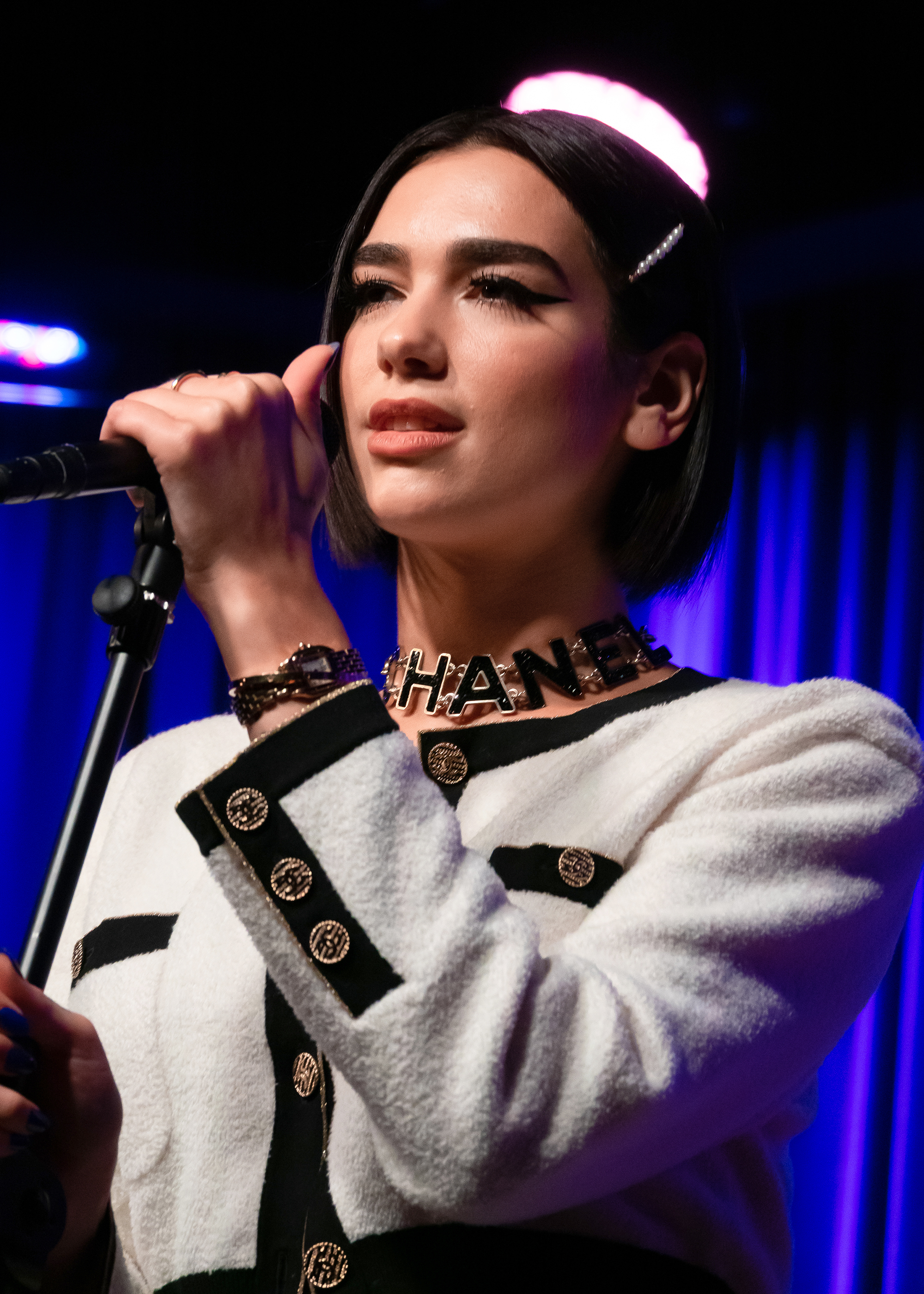
Dua Lipa detém o recorde de mais indicações com quatro.

4 indicações
- Dua Lipa

3 indicações
- Ariana Grande
- Cardi B

2 indicações
- Anitta
- Billie Eilish
- Doja Cat
- Harry Styles
- J Balvin
- Lady Gaga
- Post Malone
- Selena Gomez
- Shawn Mendes
- The Weeknd